# Dryadaula epischista
Dryadaula epischista är en fjärilsart som beskrevs av Edward Meyrick 1936. Dryadaula epischista ingår i släktet Dryadaula och familjen äkta malar. Inga underarter finns listade i Catalogue of Life.